# Lance Barton
Lance Barton is een Nederlandse stripreeks van de striptekenaar en scenarist Bert Bus. Het was een sciencefictionstrip waarvan Bus één verhaal produceerde in drie delen.

## Publicatie
In 1967 en 1968 werd de trilogie De banneling van Nimmorac gepubliceerd in het striptijdschrift Sjors. In 1976 en 1977 werden de verhalen in zwart-wit uitgegeven als stripalbums door uitgeverij Oberon en in 2020 werd het hele verhaal in kleur uitgegeven als één album door Uitgeverij Boumaar.